# غسغره (مقاطعة فومن)
غسغره (بالفارسية: گسگره) هي قرية تقع في غيلان في إيران. يقدر عدد سكانها بـ 477 نسمة بحسب إحصاء 2016.